# Мария Пико делла Мирандола
Мари́я Пи́ко де́лла Мира́ндола (итал. Maria Pico della Mirandola; 3 марта 1613, Мирандола, герцогство Мирандола — 7 декабря 1682, там же) — аристократка из дома Пико, принцесса Мирандолы и Конкордии, дочь  Алессандро I Пико, герцога Мирандолы и маркграфа Конкордии. С 1637 по 1648 год была регентом герцогства Мирандола и маркграфства Конкордия при несовершеннолетнем племяннике Алессандро II Пико. Дама Благороднейшего ордена Звёздного креста (1675). Вела благочестивую жизнь и почиталась в народе святой. После регентства удалилась в монастырь Святого Людовика ордена клариссинок.

## Биография

### Семья и ранние годы
Принцесса Мария родилась в Мирандоле 3 марта 1613 года. Она была третьим ребёнком в семье Алессандро I Пико, герцога Мирандолы и маркграфа Конкордии и Лауры д’Эсте, урождённой принцессы Модены и Реджо из дома Эсте. В раннем возрасте у Марии проявилась склонность к уединённой жизни и делам милосердия. Просьба принцессы к отцу, разрешить ей вступить в монастырь Святого Людовика ордена клариссинок в Мирандоле, не встретила понимания. Алессандро I Пико рассчитывал устроить династический брак дочери с представителем одного из итальянских владетельных домов. Сама Мария замуж не стремилась. Она вела благочестивую жизнь: хранила целомудрие, посещала церковные богослужения, редко покидала свои покои, обставленные как монашеская келья, соблюдала молчание, пост и покаяние, носила власяницу. Принцесса дала обет бедности. Много тратила из личных средств на благотворительность, даже занимала в долг на дела милосердия. Однажды она пожаловалась на то, что недостаточно помогает бедным из-за того, что уже потратила всё, что имела. В 1630 году Мария лично заботилась о заболевших чумой, во время эпидемии, принесённой ландскнехтами, которые вторглись и разграбили герцогство Мирандолы в ходе Войны за мантуанское наследство.

### Регентство
В 1637 году, после смерти в июне единокровного брата, а в сентябре и отца Марии, принцесса, вместе с вдовствующей невесткой, была объявлена регентом Мирандолы при несовершеннолетнем племяннике. Почти сразу между соправительницами возникли разногласия, которые обострились настолько, что 19 октября 1637 года Марии Чибо-Маласпине пришлось покинуть Мирандолу из-за подозрений в шпионаже в пользу Французского королевства и на время удалиться в Геную. Ей разрешили вернуться обратно в марте 1638 года, после того, как она согласилась на совместное регентство над феодом и на возобновление союзнического договора с Испанским королевством. С этого времени обе принцессы правили герцогством без конфликтов. Во время войны за Кастро, Мирандола, пользовавшаяся протекцией Испанского королевства, не позволила папским эмиссарам вовлечь себя в военное противостояние. В благодарность наместник Миланского герцогства, которое принадлежало испанцам, передал регентшам сумму в две тысячи скудо. Сохраняя нейтралитет, Мирандола опирались на военную протекцию не только миланских наместников, но и венецианских дожей и моденских герцогов.
До конца своего правления регентши не изменяли происпанской ориентации. В 1648 году на важные посты в правительстве ими были назначены новые лица, действия которых ухудшили социально-экономическое положение в герцогстве. Этим воспользовался пока ещё несовершеннолетний герцог и маркграф Алессандро II Пико. Опираясь на поддержку подданных, он отстранил от правления мать и тётку. Оскорблённая, невестка Марии покинула двор и переехала в Вилла-ди-Вилла, где поселилась в поместье графов Сан-Бонифачо-суль-Падовано. А сама Мария официально отказалась от регентства актом от 17 ноября 1648 года и удалилась в монастырь Святого Людовика.

### Поздние годы
18 октября 1663 года принцесса Мария получил в дар чудотворный образ Мадонны делла Пьоппа, который в мае 1666 года был поставлен ею в оратории Святого Роха. Уже после смерти тётки, в 1688 году герцог Александр II Пико возвёл для чудотворного образа алтарь из каррарского и веронского мрамора с памятной надписью золотыми буквами. В 1813 году образ перенесли в собор Мирандолы. 23 мая 1675 года Мария Пико указом императрицы Элеоноры была возведена в дамы Благороднейшего ордена Звёздного креста.
Некоторые события последних лет жизни принцессы трактовались современниками как проявление особых качеств у Марии, свойственных святым. Однажды, после ночного молитвенного бдения она сказала, что скоро будут добрые вести о её племяннике, который в то время участвовал в Критской войне. Через несколько часов после этого в Мирандолу прибыл гонец с известием о возвращении герцога с Крита. Незадолго до своей смерти Мария сожгла все долговые расписки, тем самым освободив своих должников. Некоторые источники также ссылаются на наличие на теле принцессы стигматов. Жители Мирандолы громко скорбели о смерти Марии 7 декабря 1682 года, говоря, что «умерла святая, мать бедняков, прибежище обездоленных». После торжественной панихиды, тело принцессы было захоронено в церкви Святого Франциска в Мирадоле.

## В культуре
В 1684 году в Болонье в память о Марии Пико был напечатан сборник стихов, составленных разными авторами, в том числе Джованни Франческо Лаццарелли, под названием «Поэтические цветы, рассыпанные над гробницей самой прославленной, самой выдающейся синьоры принцессы Марии Пико» (итал. Fiori Poetici sparsi sopra il sepolcro dell'illustrissima, essimassima Signora princess Maria Pica).